# أوسكار تشافيز
أوسكار تشافيز (بالإسبانية: Óscar Chávez) هو مغني وكاتب أغاني وممثل مكسيكي، ولد في 20 مارس 1935. من الجوائز التي نالها الجائزة الوطنية في العلوم والآداب في المكسيك.

## جوائز
- الجائزة الوطنية في العلوم والآداب في المكسيك

## وصلات خارجية
- أوسكار تشافيز على موقع IMDb (الإنجليزية)
- أوسكار تشافيز على موقع ميوزك برينز (الإنجليزية)
- أوسكار تشافيز على موقع أول ميوزيك (الإنجليزية)
- أوسكار تشافيز على موقع ديسكوغز (الإنجليزية)
- أوسكار تشافيز على موقع قاعدة بيانات الفيلم (الإنجليزية)